# Torneo di Wimbledon 2010 - Doppio femminile in carrozzina
Esther Vergeer e Sharon Walraven hanno battuto in finale Daniela Di Toro e Lucy Shuker con il punteggio di 6–2, 6–3.

## Teste di serie
1. Esther Vergeer /  Sharon Walraven
2. Florence Gravelier /  Jiske Griffioen (semifinali)

## Tabellone

### Legenda
| - Q = Qualificato - WC = Wild card - LL = Lucky loser | - ALT = Alternate - SE = Special Exempt - PR = Protected Ranking | - w/o = Walkover - r = Ritirato - d = Squalificato |

### Finali
|  | Semifinali | Semifinali                         | Semifinali                     | Semifinali | Semifinali |  |  | Finale                             | Finale                             | Finale                         | Finale | Finale |  |
|  |            |                                    |                                |            |            |  |  |                                    |                                    |                                |        |        |  |
|  | 1          | Esther Vergeer Sharon Walraven     | Esther Vergeer Sharon Walraven | 6          | 6          |  |  |                                    |                                    |                                |        |        |  |
|  |            | Annick Sevenans Aniek van Koot     | Annick Sevenans Aniek van Koot | 0          | 3          |  |  | Esther Vergeer Sharon Walraven     | Esther Vergeer Sharon Walraven     | Esther Vergeer Sharon Walraven | 6      | 6      |  |
|  |            | Daniela Di Toro Lucy Shuker        | 7                              | 3          | 6          |  |  | Daniela Di Toro Lucy Shuker        | Daniela Di Toro Lucy Shuker        | Daniela Di Toro Lucy Shuker    | 2      | 3      |  |
|  | 2          | Florence Gravelier Jiske Griffioen | 64                             | 6          | 3          |  |  |                                    |                                    |                                |        |        |  |
|  |            |                                    |                                |            |            |  |  |                                    |                                    |                                |        |        |  |
|  |            |                                    |                                |            |            |  |  | Finale 3º posto                    |                                    |                                |        |        |  |
|  |            |                                    |                                |            |            |  |  |                                    |                                    |                                |        |        |  |
|  |            |                                    |                                |            |            |  |  | Annick Sevenans Aniek van Koot     | Annick Sevenans Aniek van Koot     | 6                              | 62     | 6      |  |
|  |            |                                    |                                |            |            |  |  | Florence Gravelier Jiske Griffioen | Florence Gravelier Jiske Griffioen | 3                              | 7      | 4      |  |